# 晏坝乡
晏坝乡是中国陕西省安康市汉滨区下辖的一个乡。

## 行政区划
晏坝乡下辖以下行政区：
黑虎村、双简村、小沟村、中河村、金龙村、中坝村、太山庙村、新田垭村、桂坪村、唐台村、竹园村、黄坪村